# Заставник
Заставник је у Војсци Србије и у неким светским армијама један од највиших подофицирских чинова. Намењен је за више дужности подофицира, првенствено у командама и установама, као и за неке командне дужности (за дужности командира одељења и евентуално командира вода). У чин заставника може бити унапређен старији водник прве класе када, поред осталих услова, проведе у чину најмање 5 година и заврши одговарајуће специјалистичке курсеве. Осим у Копненој војсци и Ваздухопловству и противваздушној одбрани користи се и у Речној флотили Војске Србије.
Појам заставника потиче из времена када су војници током битака, али и у миру, носили заставе своје земље или јединице. Ти војници називани су заставницима. Временом, у неким армијама света уведен је у сталну употребу. Тако се у историјским списима у руској „новој армији“ Петра Великог појављује још почетком XVIII века као најнижи официрски чин. До XIX века чин прапорчика (рус. Прапорщик, од словенске речи прапор, застава) добијали су старији подофицири руске царске армије након њиховог пензионисања, као и официри резервисти и добровољци  који нису имали ранијег војног искуства. Овај чин је и данас у употреби у руској армији и армијама земаља бившег СССР-а.
У српској војсци први пут је уведен реформом војног закона из 1898. године. Српска војска је имала тада заставника колико и пукова. Након 1904. године чин се укида. У војсци Краљевине Југославије није постојао а поново се појављује током Народноослободилачког рата када је у НОВ и ПОЈ уведен 1. маја 1943. године као први официрски чин. Од 1952. године, у Југословенској народној армији чин заставника је највиши подофицирски чин (чин млађег официра) све док 1974. није у употребу уведен и чин заставника прве класе.

## Галерија
- Заставник
Војске Кр. Србије
(1898—1904)
- Заставник
НОВЈ и ЈА
(1943—1947)
- Заставник
Народне милиције ФНРЈ
(1946—1953)
- Заставник
ЈНА
(1951—1982)
- Заставник
ЈНА, ВЈ и ВСЦГ
(1982—2006)
- Заставник
полиције Србије
(1992—2002)